# Municipio de Lostcreek
El municipio de Lostcreek (en inglés: Lostcreek Township) es un municipio ubicado en el condado de Miami en el estado estadounidense de Ohio. En el año 2010 tenía una población de 1676 habitantes y una densidad poblacional de 21,55 personas por km².

## Geografía
El municipio de Lostcreek se encuentra ubicado en las coordenadas 40°4′39″N 84°5′17″O / 40.07750, -84.08806. Según la Oficina del Censo de los Estados Unidos, el municipio tiene una superficie total de 77.78 km², de la cual 77,75 km² corresponden a tierra firme y (0,03 %) 0,03 km² es agua.

## Demografía
Según el censo de 2010, había 1676 personas residiendo en el municipio de Lostcreek. La densidad de población era de 21,55 hab./km². De los 1676 habitantes, el municipio de Lostcreek estaba compuesto por el 98,45 % blancos, el 0,6 % eran asiáticos, el 0,06 % eran isleños del Pacífico, el 0,12 % eran de otras razas y el 0,78 % eran de una mezcla de razas. Del total de la población el 0,78 % eran hispanos o latinos de cualquier raza.